# RSS-40
L'RSS-40 Kuryer è un missile balistico intercontinentale (ICBM) sovietico conosciuto in Occidente con il nome in codice NATO di SS-X-26. Si trattò della risposta sovietica allo sviluppo americano del SICMB MGM-134 Midgetman.

## Storia del progetto
A partire dall'ottobre del 1981 l'URSS avviò lo sviluppo di un nuovo, piccolo, ICBM (Intercontinental Ballistic Missile) mobile, che fu intrapreso dal Moscow Institute of Thermal Technology di Mosca sotto la guida dell'ingegnere Alexander Davidovich Nadiradze. Principale sostenitore dello sviluppo del nuovo sistema d'arma, denominato inizialmente “TEMP-SM”, fu il comandante delle forze strategiche, generale Vladimir Fedorovic Tolubko, con l'appoggio del Ministro della Difesa, Maresciallo dell'Unione Sovietica, Dmitrij Fëdorovič Ustinov. Il nuovo ordigno venne designato RSS-40 Kuryer, e doveva avere prestazioni non inferiori al suo omologo americano Martin Marietta MGM-134A Midgetman allora in fase di sviluppo, ed avrebbe dovuto sostituire il precedente sistema Topol-M.
Secondo il progetto iniziale il missile avrebbe dovuto essere trasportato e lanciato da carri ferroviari, camion con trazione 8x8 appartenenti alla società di trasporto Sovavtotrans o aerei da trasporto militari. Lo sviluppo fu autorizzato dal Consiglio dei ministri dell'Unione Sovietica in data 21 luglio del 1983, con decreto n.696-213. Nel settembre del 1984 furono condotti i primi esperimenti di trasporto presso Bronnicy, nella regione di Mosca. Gli esperimenti furono attuati tramite un veicolo lanciatore composto sperimentalmente da un trattore civile con semirimorchio, caratterizzato dall'avere complessivamente cinque assi,
Al termine della prima fase la sperimentazione proseguì per molto tempo a Homel', lungo strade di campagna e sentieri sterrati. Gli specialisti ottennero numerose informazioni sul funzionamento del sistema, e in seguito ulteriori prove furono effettuate nelle regioni di Leningrado, Kiev-Odessa, Minsk, Homel', Brjansk-Homel'-Kobryn. La creazione di una versione lanciabile da camion civile fu accantonata per l'impossibilità di montare su tale veicolo i complessi sistemi di lancio del missile, in particolare quelli di controllo e comunicazione.
Nel corso del 1987 il responsabile del progetto, dottor A. D. Nadiradze, venne sostituito dall'ingegnere Boris N. Lagutin, e come veicolo di lancio definitivo, fu prescelto lo chassis 8x8 MAZ-7929 con sistema di lancio a freddo.

## Descrizione tecnica
Il missile era stato progettato per incorporare lo stato dell'arte dei nuovi materiali, combustibili e sistemi di controllo, allora disponibili in URSS, nonché nuovi design e soluzioni tecnologiche.
Il design dell'RSS-40 (designazione missile 15ZH59), verteva su un missile a tre stadi a propellente solido, lanciabile con sistema a freddo, in cui veniva utilizzata la pressione del gas per espellere il missile dal contenitore di lancio. Il primo stadio si accendeva solamente quando il missile era completamente fuori dal contenitore. Il missile era lungo 11,2 m, largo 1,36 m, pesava al lancio 15 000 kg, successivamente aumentati a 17 000 kg, ed era dotato di un'autonomia di circa 10-11 000 chilometri. La testata comprendeva un singolo veicolo di rientro dotato di testata termonucleare, pesante 500 kg, e della potenza di 150 kiloton. Il sistema di guida inerziale del missile garantiva una precisione CEP di circa 350–400 m, ed il missile poteva essere lanciato con temperature variabili da -40° a +50°, e con un vento laterale fino a 25 m/sec.
Il prototipo del veicolo mobile HML (Hard Mobile Launcher) MAZ 7909 (15U160) prodotto dalla Minsky Avtomobilny Zavod (MAZ), era costituito da un trattore a quattro assi e otto ruote. Il veicolo era lungo 12,967 m, largo 3,20 m, alto 2,93 m, e pesava 19,5 tonnellate che salivano a 27,5 a pieno carico. La propulsione era affidata a un motore turbodiesel YAMZ-8.424, 10 da 470 CV che azionava tutte le otto ruote motrici. Per la produzione in serie era prevista l'adozione del trattore a cinque assi, con i primi due sterzabili, MAZ 7929 (15U160M). Il veicolo era lungo 15,180 m, largo 3,40 m, alto 3,46 m, e pesava 25 tonnellate che salivano a 35 a pieno carico. La propulsione era affidata a un motore turbodiesel YAMZ-8.424, 10 da 450 CV che azionava tutte le 10 ruote motrici. La trasmissione era una YAMZ-202 con cambio a nove velocità.

## Impiego operativo
La fase di sperimentazione dei componenti di base del sistema 15P159 iniziò nel marzo del 1989, ed il primo lancio del missile 15ZH59 avvenne dal poligono di Pleseck. Complessivamente la fase sperimentale comprese quattro lanci, l'ultimo dei quali avvenne nel maggio 1990. Il MIT e le industrie ad esso collegate continuarono la progettazione in dettaglio del sistema, ma dovettero attendere il completamento dello chassis e del lanciatore, la cui costruzione fu completata nel corso del 1991. Il comando della Raketnye vojska strategičeskogo naznačenija calcolò che la fase preoperativa, con il primo lancio dal veicolo Transporter-Erector-Launcher (TEL), sarebbe iniziata nella metà del 1992.
Il 5 ottobre del 1991, poco prima del crollo dell'Unione Sovietica, il Segretario generale del PCUS Michail Gorbačëv annunciò l'annullamento del programma RSS-40 Kuryer, quando oramai tutto era pronto per l'inizio dei lanci di collaudo del sistema operativo. La causa più probabile della sua cancellazione fu probabilmente quella di poco antecedente del sistema Midgetman da parte degli americani, unita alla situazione economica interna dell'URSS, ed al mutato scenario internazionale.

## Utilizzatori
Unione Sovietica
- Raketnye vojska strategičeskogo naznačenija

### Annotazioni
1. ↑  Dal cirillico Московский Иститут Теплотехники, traslitterato in Moskovskij Istitut Teplotehniki, indicato anche con la sigla "МИТ", cioè "MIT".
2. ↑  Secondo altre fonti l'RSS-40 Kuryer non sarebbe stato missile di medie dimensioni come il Midgetman o Topol-M, ma un ICBM pesante come l'LGM-118 Peacekeeper o l'SS-24.
3. ↑  Ditta statale di trasporto automobilistico che allora agiva in regime di monopolio all'interno del territorio sovietico, spesso utilizzata dal GRU per missioni di intelligence all'interno dei territori occidentali.
4. ↑  Erano stati presi in considerazione anche il MAZ-7916 6x6, il MAZ-7929 5x10, e il MAZ-7909 4x4.
5. ↑  I primi due non ebbero buon esito, mentre i due successivi furono coronati da pieno successo.
6. ↑  Questo speciale chassis doveva essere costruito presso l'impianto automobilistico SBK-1 situato a Minsk.

### Fonti
1. 1 2 3 4  А. А. Башлакова, Северный космодром России / Под Т.1, Мирный: космодром «Плесецк», 2007, pag.510-511.
2. ↑  RSS-40 Kuryer.
3. 1 2  Honková 2010, p. 7.
4. 1 2  Pry 1999, p. 112.
5. 1 2  Pry 1999, p. 54.
6. ↑  Honková 2010, p. 292.